# Agadez
 Ikke at forveksle med Agadez (region).
Agadez er en by i det centrale Niger, en ørkenpost med et indbyggertal (pr. 2005) på cirka 88.000. Byen ligger i den del af Niger der udgøres af Sahara-ørkenen.
Agadez var officielt lukket for migration i årevis efter en aftale med EU, men i 2024 er der åbnet igen og i titusendetal strømmer unge mænd igennem byen på vej mod Europa.